# Jagex
Jagex Limited (nebo Jagex Ltd, Jagex Software, Jagex Games Studio) je společnost s ručením omezeným původem ze Spojeného království vyrábějící počítačové hry naprogramované v jazyku Java. Společnost je nejvíce známá pro svou MMORPG hru RuneScape.
Název společnosti pochází ze slov Java Gaming Experts (česky „experti na Java-hry“).

## Historie
Společnost byla založena roku 1999 Andrewem Gowerem, jeho starším bratrem Paulem Gowerem a Constantem Tedderem. Cílem této společnosti bylo vyrábět Java-hry publikované na internetu. Od prosince 2001 se společnost plně soustředila na jediný projekt, kterým byla hra RuneScape.
V tuto dobu také změnila své jméno z Jagex Software na Jagex Ltd. Hlavním cílem bylo vytvořit v RuneScape dvě verze – jednu placenou a druhou reklamní zdarma. Vypuštění placené verze proběhlo v únoru 2002. Pro každého hráče byla zpoplatněna sumou 3.20 £ měsíčně a už první týden si získala 5000 členů. K dnešnímu datu má Jagex přes 4,000,000 hrajících hráčů a z toho přes 1,000,000 platících. Jagex se dále rozvíjí a působí celosvětově, servery hry Runescape má v šesti zemích světa a jejich počet přesahuje 150. Majetek zakladatelů společnosti, bratrů Gowerových, se v roce 2006 odhadl na 32 milionů britských liber.

## Hry
Daleko nejvýznamnější hrou Jagexu je již zmiňovaná MMORPG Runescape, avšak před jejím spuštěním Jagex vyvíjel mini-hry mezi které patří:
- Flea Circus (styl hry: logická)
- Fuel Critical Stage 1-3 (styl hry: Shoot'em'up)
- Gold Mine (styl hry: platformová hra)
- Meltdown (styl hry: Shoot'em'up)
- Monkey Puzzle (styl hry: logická)
- Vertigo (styl hry: logická)

Všechny tyto hry jsou k dispozici na oficiální stránce společnosti (Runescape má svou vlastní stránku)
Mezi další projekty Jagexu patří Fun-orb(http://www.funorb.com Archivováno 1. 8. 2018 na Wayback Machine. )- většinou ON-LINE obnova klasických 2D her pro DOS.
Dále v současné době plánovaná MMORPG hra z budoucnosti Mechscape, která by měla vyjít začátkem roku 2009. JaGEx nefunguje pouze jako vývojář, ale také jako distributor her. Přesným příkladem je například online strategie War of Legends, což je upravená a přeložená verze čínské hry World of Feng Shen 